# Las 13 esposas de Wilson Fernández
Las 13 esposas de Wilson Fernández es una serie de televisión unitaria argentina de 13 episodios. Producida con el apoyo de los programas de fomento desarrollados por el Ministerio de Planificación Federal, Inversión Pública y Servicios y el Consejo Interuniversitario Nacional. Protagonizada por: Mex Urtizberea, Manuel Callau y Alberto Ajaka. Con las participaciones de: Mónica Antonópulos, Mike Amigorena, Jazmín Stuart y Esther Goris, junto a figuras invitadas. Su primera emisión fue el 23 de julio de 2014 a las 23:00, por la TV Pública.

## Argumento
Un pianista es convocado por los socios de un pequeño club de fútbol para animar la noche de Navidad. No sabe que lo espera un mundo desconocido que hará emerger una parte también desconocida de su personalidad. El club Brillanté es en realidad el mascarón de una organización dedicada al tráfico de drogas; Wilson Fernández no lo sabe, pero la revelación de haberse casado 13 veces le permitirá ganarse la atención y la confianza del líder de la banda, en la que terminará involucrado.

## Protagonistas
- Mex Urtizberea como Wilson Fernández
- Manuel Callau  como Coágulo
- Alberto Ajaka como Betty
- Agustín Rittano como Salvat
- Natalia D'Alena como Rocío
- Claudio Torres como El Churrasco
- María Elvira Villarino como Elvira
- Pablo Marchetti como El Catalán
- Inés Palombo como Camila
- Jazmín Stuart como Emilia
- Marina Glezer como Eliana
- María Zamarbide como Gloria
- Mónica Antonópulos como Marina
- Belén Persello como Amanda
- Evelina Vishnevskaya como Natasha
- Martina Gusmán como Alicia
- Moro Anghileri como María Teresa
- Eugenia Tobal como Mirtha
- Juana Viale como Ema
- Carla Quevedo como Carolina
- Andrea Carballo como Isabel
- Santiago Pedrero como Fabián
- Marcelo Subiotto como El Persa
- Esther Goris como la madre de Eliana
- Belén Chavanne como Irene
- Mike Amigorena como Don Fernando
- Emilia Claudeville como Betina

## Lista de episodios
| Episodio | Título original | Elenco Coprotagónico                                                                  | Participaciones | Emitido                  |
| -------- | --------------- | ------------------------------------------------------------------------------------- | --- | ------------------------ |
| 1        | "Camila"        | Agustín Rittano, Mónica Antonópulos, Claudio Torrez, Andrea Carballo, Natalia D'Alena | Luciana Liftschitz, Santiago Pedrero, Franco Graciano Lembo, Inés Palombo                                               | 23 de julio del 2014     |
| 2        | "Emilia"        | Mónica Antonópulos, Claudio Torrez, Andrea Carballo, Natalia D'Alena                  | Jazmín Stuart, Santiago Pedrero, Pablo Marchetti, Luciana Lifschitz, Diego Echegoyen, Juan Jose Weyland, Julian Calviño | 30 de julio del 2014     |
| 3        | "Eliana"        | Mónica Antonópulos, Claudio Torrez, Andrea Carballo, Natalia D'Alena                  | Esther Goris, Marina Glezer, Luciana Lifschitz, Pablo Marchetti, Oscar Wagener                                          | 6 de agosto del 2014     |
| 4        | "Gloria"        | Mónica Antonópulos, Claudio Torrez, Andrea Carballo, Natalia D'Alena                  | Maria Zamarbide, Santiago Pedrero, Pablo Marchetti, Maria Elvira Villarino, Julian Ernesto Calviño, Marcelo Subiotto    | 13 de agosto del 2014    |
| 5        | "Marina"        | Mónica Antonópulos, Claudio Torrez, Andrea Carballo, Natalia D'Alena                  | Belen Chavanne, Santiago Pedrero, Marcelo Subiotto                                                                      | 20 de agosto del 2014    |
| 6        | "Amanda"        | Mónica Antonópulos, Claudio Torrez, Andrea Carballo, Natalia D'Alena                  | Belen Persello, Griselda Sánchez, Belen Aveledo, Pablo Ini, Chang Hung Cheng                                            | 27 de agosto del 2014    |
| 7        | "Natasha"       | Mónica Antonópulos, Claudio Torrez, Andrea Carballo, Natalia D'Alena                  | Evelina Vishnevskaya, Elvira Villarino, Belen Persello, Pablo Marchetti, Khamidulin Serguei, Oleksandr Dunayev          | 3 de septiembre del 2014 |
| 8        | "Alicia"        |                                                                                       | |                          |

## Adaptaciones
- En México la cadena Televisa realizó un remake titulado Las 13 esposas de Wilson Fernández, protagonizada por Martín Altomaro como Wilson Fernández, se estrenó en mayo del 2017 por la plataforma Blim.